# 10932 Рібентрост
10932 Рібентрост (10932 Rebentrost) — астероїд головного поясу, відкритий 18 лютого 1998 року.
Тіссеранів параметр щодо Юпітера — 3,457.